# SMS PZKosz Łomianki
SMS PZKosz Łomianki – polski żeński klub koszykarski z siedzibą w Łomiankach, działający pod szyldem Szkoły Mistrzostwa Sportowego. Szkoła została założona w 1997 roku i jej pierwszą siedzibą była Akademia Wychowania Fizycznego w Warszawie. W 2004 roku SMS przeniósł się ze stolicy do Łomianek. Obecnie Niepubliczne Liceum Ogólnokształcące Nr 71 Szkoła Mistrzostwa Sportowego Polskiego Związku Koszykówki mieści się i korzysta z obiektów Centrum Dydaktyczno-Sportowego w Łomiankach. Jest żeńską szkołą o uprawnieniach szkoły publicznej.
Drużyna SMS występowała w Polskiej Ligi Koszykówki Kobiet w latach 2000–2003 i 2006–2008.
Do jej najsłynniejszych absolwentek należą: Agnieszka Bibrzycka, Izabela Piekarska, Katarzyna Krężel, Aleksandra Chomać, Magdalena Leciejewska, Paulina Pawlak, Marta Dydek, Elżbieta Mowlik, Magdalena Skorek, Joanna Czarnecka, Marta Urbaniak, Anna Pietrzak, Patrycja Gulak-Lipka, Marta Jujka, Olivia Tomiałowicz.